# Abbosbek Fayzullayev
Abbosbek Sayidjon oʻgʻli Fayzullayev (ur. 3 października 2003 w Syrdarii) – uzbecki piłkarz, występujący na pozycji pomocnika w rosyjskim klubie CSKA Moskwa oraz w reprezentacji Uzbekistanu. Uczestnik Pucharu Azji 2023.

## Statystyki

### Klubowe
Na podstawie:
| Klub              | Sezonów | Liga            | Liga  | Liga   | Puchar krajowy | Puchar krajowy | Kontynentalne | Kontynentalne | Suma  | Suma   |
| Klub              | Sezonów | Liga            | Mecze | Bramki | Mecze          | Bramki         | Mecze         | Bramki        | Mecze | Bramki |
| ----------------- | ------- | --------------- | ----- | ------ | -------------- | -------------- | ------------- | ------------- | ----- | ------ |
| Paxtakor Taszkent | 3       | Oʻzbekiston PFL | 33    | 7      | 3              | 2              | 5             | 1             | 41    | 10     |
| CSKA Moskwa       | 1       | Priemjer-Liga   | 13    | 2      | 5              | 0              | –             | –             | 18    | 2      |
|                   | Łącznie | Łącznie         | 46    | 9      | 8              | 2              | 5             | 1             | 59    | 12     |

### Reprezentacyjne
Na podstawie:
| Mecze w reprezentacji podczas Pucharu Azji 2023 | Mecze w reprezentacji podczas Pucharu Azji 2023 | Mecze w reprezentacji podczas Pucharu Azji 2023 | Mecze w reprezentacji podczas Pucharu Azji 2023 | Mecze w reprezentacji podczas Pucharu Azji 2023 | Mecze w reprezentacji podczas Pucharu Azji 2023 | Mecze w reprezentacji podczas Pucharu Azji 2023 | Mecze w reprezentacji podczas Pucharu Azji 2023 |
| Lp.                                             | Data                                            | Miasto                                          | Przeciwnik                                      | Wynik                                           | Gole                                            | Inne                                            | Faza rozgrywek                                  |
| ----------------------------------------------- | ----------------------------------------------- | ----------------------------------------------- | ----------------------------------------------- | ----------------------------------------------- | ----------------------------------------------- | ----------------------------------------------- | ----------------------------------------------- |
| 1.                                              | 13.01.2024                                      | Doha                                            | Syria                                           | 0:0 (0:0)                                       |                                                 |                                                 | Faza grupowa                                    |
| 2.                                              | 18.01.2024                                      | Ar-Rajjan                                       | Indie                                           | 3:0 (3:0)                                       | 4'                                              |                                                 | Faza grupowa                                    |
| 3.                                              | 23.01.2024                                      | Al-Wakra                                        | Australia                                       | 1:1 (0:1)                                       |                                                 |                                                 | Faza grupowa                                    |
| 4.                                              | 30.01.2024                                      | Al-Wakra                                        | Tajlandia                                       | 2:1 (1:0)                                       | 65'                                             |                                                 | 1/8 finału                                      |
| 5.                                              | 03.02.2024                                      | Doha                                            | Katar                                           | 1:1 (k. 2:3)                                    |                                                 |                                                 | Ćwierćfinał                                     |

## Sukcesy
Na podstawie:

### Klubowe
- Mistrz Uzbekistanu 2021, 2022, 2023
- Superpuchar Uzbekistanu 2022

### Reprezentacyjne
- Mistrz Azji U-20 2023

### Indywidualne
- Piłkarz roku w Uzbekistanie